# 群像

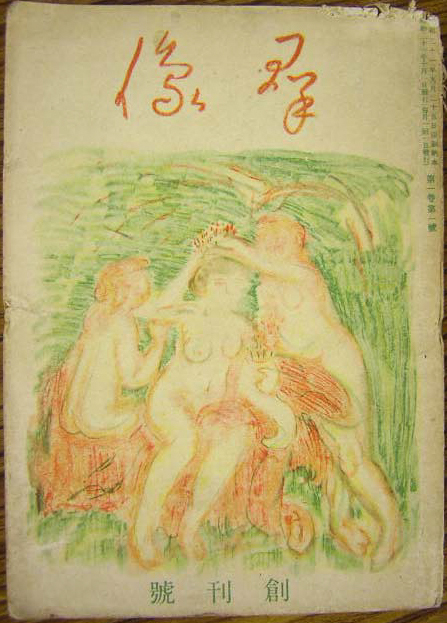
『群像』創刊号。1946年10月刊行。

『群像』（ぐんぞう）は、講談社発行の月刊文芸雑誌。1946年（昭和21年）10月創刊。群像新人文学賞を主催し、野間文芸賞と野間文芸新人賞の受賞発表も行っている。講談社の純文学部門を担う位置付けとされており、同社の『小説現代』が大衆小説部門を担っているのと対をなす。

## 概要
本誌と『新潮』（新潮社発行）・『文學界』（文藝春秋発行）・『すばる』（集英社発行）・『文藝』（河出書房新社発行、季刊）は「五大文芸誌」と呼ばれ、これらに掲載された短編および中編が芥川賞の候補になることが多い。
創刊50周年記念号となった1996年10月号では「『群像』総目次」として、創刊号からの創作・評論・特集・対談・座談会・随想の題名や、書評や創作合評で取り上げた書目、合評した作品名まで詳細な記録がまとめられている。また創刊70周年記念号である2016年10月号では「群像短篇名作選」として、1946年11月号掲載の三島由紀夫「岬にての物語」から2014年2月号の川上弘美「形見」まで、54の短篇を再録して特集している。
2025年5月号より、本文をオフセット印刷からデジタル印刷に切り替えた。

## 歴代編集長
- 高橋清次（1946年 - 1951年）
- 有木勉（1951年 - 1953年）
- 森健二（1953年 - 1955年）
- 大久保房男（1955年 - 1966年）
- 中島和夫（1966年 - 1971年）
- 徳島高義（1971年 - 1973年）
- 大村彦次郎（1973年 - 1975年）
- 橋中雄二（1975年 - 1981年）
- 辻章（1981年 - 1984年）
- 天野敬子（1984年 - 1989年）
- 渡辺勝夫（1989年 - 1996年）
- 籠島雅雄（1996年 - 2002年）
- 石坂秀之（2002年 - 2005年）
- 唐木厚（2005年 - 2007年）
- 内藤裕之（2007年 - 2008年）
- 松沢賢二（2008年 - 2011年）
- 佐藤とし子（2011年 - 2016年）
- 佐藤辰宣（2016年 - 2019年）
- 戸井武史（2019年 - ）